# Soutopenedo
Soutopenedo (llamada oficialmente San Miguel de Soutopenedo) es una parroquia y un lugar del municipio español de San Ciprián de Viñas, en la provincia de Orense, Galicia.

## Toponimia
La parroquia también es conocida por el nombre de San Miguel de Souto de Penedo.

## Historia
Hacia mediados del siglo XIX, la parroquia, ya por entonces perteneciente a San Ciprián de Viñas, tenía contabilizada una población de 1255 habitantes. Aparece descrita en el decimocuarto volumen del Diccionario geográfico-estadístico-histórico de España y sus posesiones de Ultramar de Pascual Madoz con las siguientes palabras:

SOUTO DE PENEDO (San Miguel): felig. en la prov., part. jud. y dióc. de Orense (1 1/2 leg.). ayunt. de Viñas: sit. al S. de dicha c., con libre ventilacion y clima sano. Tiene cerca de 300 casas en los l. de Carballo, Facheiros, Iglesia, Monte-longo de Arriba, Outeiro, Outeiro-calvo, Pazos, Penedo, Rego de Loiro de Abajo, Serra, Villanueva de Rante, y las ald. de Granja de la Torre, Monte-longo de Abajo, Prado y Venta. Hay escuela de primeras letras frecuentada por niños de ambos sexos, y dotada con 1,100 rs. anuales. La igl. parr. (San Miguel) se halla servida por un cura de térm. y patronato lego; tambien hay 2 ermitas del vecindario. Confina N. Noalla; E. Gargantós; S. Mezquita, y O. Loiro. El terreno es montuoso y abundante de aguas. prod.: maiz, centeno, patatas, castañas, habichuelas, vino, lino y castañas; y se cria ganado vacuno, de cerda y lanar. pobl.: 291 vec., 1,255 almas. contr.: con su ayunt. (V.).
(Madoz, 1849, p. 525)

## Organización territorial
La parroquia está formada por dieciocho entidades de población:
- Carballo (O Carballo)
- Facheiros (Os Facheiros)
- La Iglesia (A Eirexa) 3658
- La Venda (A Venda)
- Laxe (A Laxe)
- Loiro de Abaixo
- Montelongo de Abajo (Montelongo de Abaixo)
- Montelongo de Arriba (Montelongo)
- Outeiro (O Outeiro)
- Outeiro Calvo
- Pazos
- Penedo
- Prado (O Prado)
- Rego (O Rego)
- Serra (A Serra)
- Soutopenedo
- Torre (A Torre)
- Vilanova

## Demografía

### Parroquia
| Gráfica de evolución demográfica de Soutopenedo (parroquia) entre 2000 y 2023 |
|                                                                               |
| Datos según el nomenclátor publicado por el INE.                              |

### Lugar
| Gráfica de evolución demográfica de Soutopenedo (lugar) entre 2000 y 2023 |
|                                                                           |
| Datos según el nomenclátor publicado por el INE.                          |